# Tulum

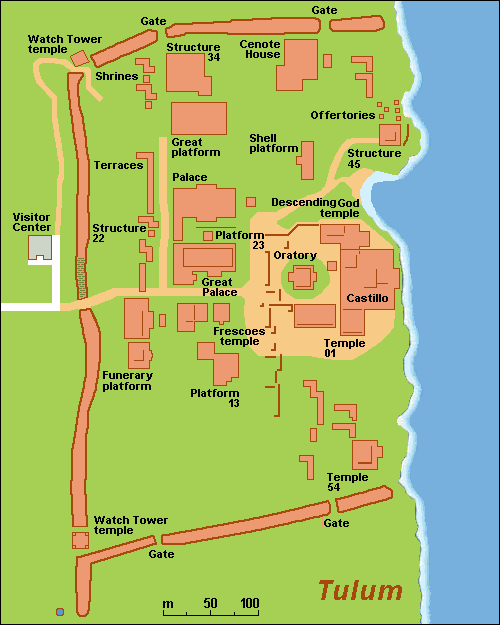
Mapa do sítio arqueológico

Tulum (em iucateque: Tulu'um) é um sítio arqueológico correspondente a uma antiga cidade muralhada maia que foi um dos principais portos da cidade de Cobá. Situa-se no município homónimo, junto à cidade moderna homónima, na costa caribenha do sudeste do México, no estado de Quintana Roo, numa região conhecida como Riviera Maya. As ruínas encontram-se dentro do parque nacional homónimo.
As ruínas situam-se numa falésia rochosa com 12 metros de altura na costa oriental da península do Iucatão. Tulum foi uma das últimas cidades construídas e habitadas pelos maias. Teve o seu apogeu entre os séculos XIII e XV e sobreviveu durante cerca de 70 após os espanhóis começarem a ocupar o México. Aparentemente o abandono da cidade deveu-se à elevada mortalidade provocada pelas doenças do Velho Mundo levadas pelos invasores europeus, que fez a sociedade colapsar. É um dos sítios maias costeiros mais bem preservados e um destino turístico muito popular.[carece de fontes?]

## História
A cidade pode ter-se chamado Zamá, que significa "cidade da aurora", devido ao facto de estar voltada para o local onde nasce o sol. Tulum significa "vedação", "parede", "fosso" ou "trincheira". As muralhas que rodeavam a cidade defendiam-na contra invasões. Tulum tinha acesso às rotas comerciais terrestres e marítimas, o que a faziam um importante entreposto comercial, especialmente de obsidiana. Pelas numerosas representações em murais e outras obras no local, a cidade parece ter sido um local importante de culto do deus "mergulhador" ou "descendente".
Tulum foi mencionada pela primeira vez por Juan Díaz, um membro da segunda expedição ao México, liderada por Juan de Grijalva em 1518. A primeira descrição detalhada das ruínas foi publicada por John Lloyd Stephens e Frederick Catherwood em 1843 no livro Incidents of Travel in Yucatan. Tendo chegado por mar, Stephens e Catherwood avistaram primeiro um edifício alto que os impressionou muito, provavelmente o grande Castelo. Fizeram mapas precisos das muralhas e Catherwood fez vários desenhos do Castelo e de vários outros edifícios. Stephens e Catherwood também reportaram uma estela clássica antiga, com uma data inscrita de 564 d.C., que foi adquirida em 1924 pelo Museu Britânico, catalogada como Tulum Stela 1. Dado que os arqueólogos estimam que a maior parte de Tulum data do período pós-clássico e foi construída depois de 900, conjetura-se que a estela foi levada duma cidade vizinha, possivelmente de Cobá.
Os trabalhos arqueológicos e de restauro continuaram em 1913 com Sylvanus Morley e George P. Howe, que trabalharam no restauro e abriram as praias. O trabalho foi continuado pelo Instituto Carnegie entre 1916 e 1922, Samuel Lothrop em 1924, que também cartografou o sítio, Miguel Ángel Fernández no final da década de 1930 e início da década de 1940, William Sanders em 1956 e por Arthur G. Miller no fim dos anos 1970. Os estudos de Sanders e Miller apontam para que o sítio foi povoado durante o final do período pós-clássico, cerca de 1 200 a.C. Ainda estava era povoado quando ocorreram os primeiros contactos com os espanhóis, no início do século XVI, tendo sido completamente abandonado no final desse século.

## Arquitetura
A arquitetura de Tulum é típica dos sítios maias da costa oriental da península do Iucatão, reconhecível por um degrau em volta da base dos edifícios que assenta sobre uma subestrutura baixa. Os portais são geralmente estreitos, com colunas usadas como suporte se o edifício for grande. A divisão principal geralmente tem uma ou duas janelas pequenas e um altar na parede traseira, sendo coberto por um teto com vigas ou abobadado. Este tipo de arquitetura assemelha-se ao que se encontra em Chichén Itzá, mas numa escala muito menor.

### Muralha
A cidade era protegida do lado do mar por escarpas altas e nos lados terrestres por uma muralha com aproximadamente 3 a 5 metros de altura, 8 metros de espessura e 400 metros de comprimento no lado paralelo ao mar e 170 metros nos outros lados. A construção desta muralha massiva deve ter requerido um enorme esforço e tempo, o que mostra a importância da defesa para os maias quando escolhhram o local. Nos cantos sudoeste e noroeste há pequenas estruturas que foram identificadas como torres de vigilância, o que evidencia mais uma vez como a cidade estava bem defendida. Há cinco portas estreitas na muralha, duas no lado norte, duas no lado sul e uma no lado ocidental. Perto do trecho norte da muralha há um pequeno cenote que abastecia a cidade de água doce. A muralha impressionante torna Tulum  um dos sítios fortificados mais conhecidos dos maias.

### Edifícios mais famosos

#### Templo dos Frescos
Também chamado Templo das Pinturas, o Templo dos Frescos é uma das estruturas mais espetaculares de Tulum. Inclui uma galeria inferior e uma galeria superior mais pequena. O edifício foi usado como observatório para registar os movimentos do sol. A fachada está decorada com figuras em nichos representando o "deus mergulhador". Este "deus mergulhador" está também representado no templo com o seu nome, situado na parte central do recinto. Por cima da entrada da parede ocidental é preservada uma figura em estuque do "deus mergulhador", que dá nome ao templo. Na parede oriental, numa zona vedada aos visitantes, há um mural cujo estilo se assemelha ao estilo originário das terras altas mexicanas chamado Puebla-Mixteca.[carece de fontes?]

#### Templo do deus descendente
Consiste numa única divisão com uma porta aberta a oeste e uma escada estrita que foi construída por cima doutro templo anterior que serviu de base. No nicho que se encontra acima da porta há uma escultura que se encontra por toda a cidade, com asas, um toucado e segura um objeto nas mãos. Apresenta uma assimetria curiosa na fachada, virada a poente. Este templo tem suscitado muita atenção por parte dos investigadores. Arthur G. Miller colocou a hipótese de que as pinturas que tem no interior representam o nascimento e renovação, relacionando essas representações com Vénus no seu aspeto matutino.

#### Castelo
O chamado castelo (em castelhano: El Castillo) situa-se igualmente no recinto central. Com 7,5 metros de altura, foi construído em cima dum edifício anterior e tinha um teto de vigas e argamassa. Os lintéis das divisões do piso superior têm motivos com serpentes esculpidos. A construção do Castelo parece ter ocorrido em várias fases. Aparentemente um pequeno santuário foi usado como farol das canoas que chegavam à cidade. Esse santuário marca uma quebra na barreira de coral que se situa em frente a Tulum, onde há uma enseada e uma praia que constitui uma descontinuidade na falésia costeira que teria sido adequada para o desembarque de canoas de comércio. Esta característica do local pode ter sido uma das razões para os maias terem ali fundado Tulum, que depois se tornou um importante porto comercial durante o período pós-clássico tardio.

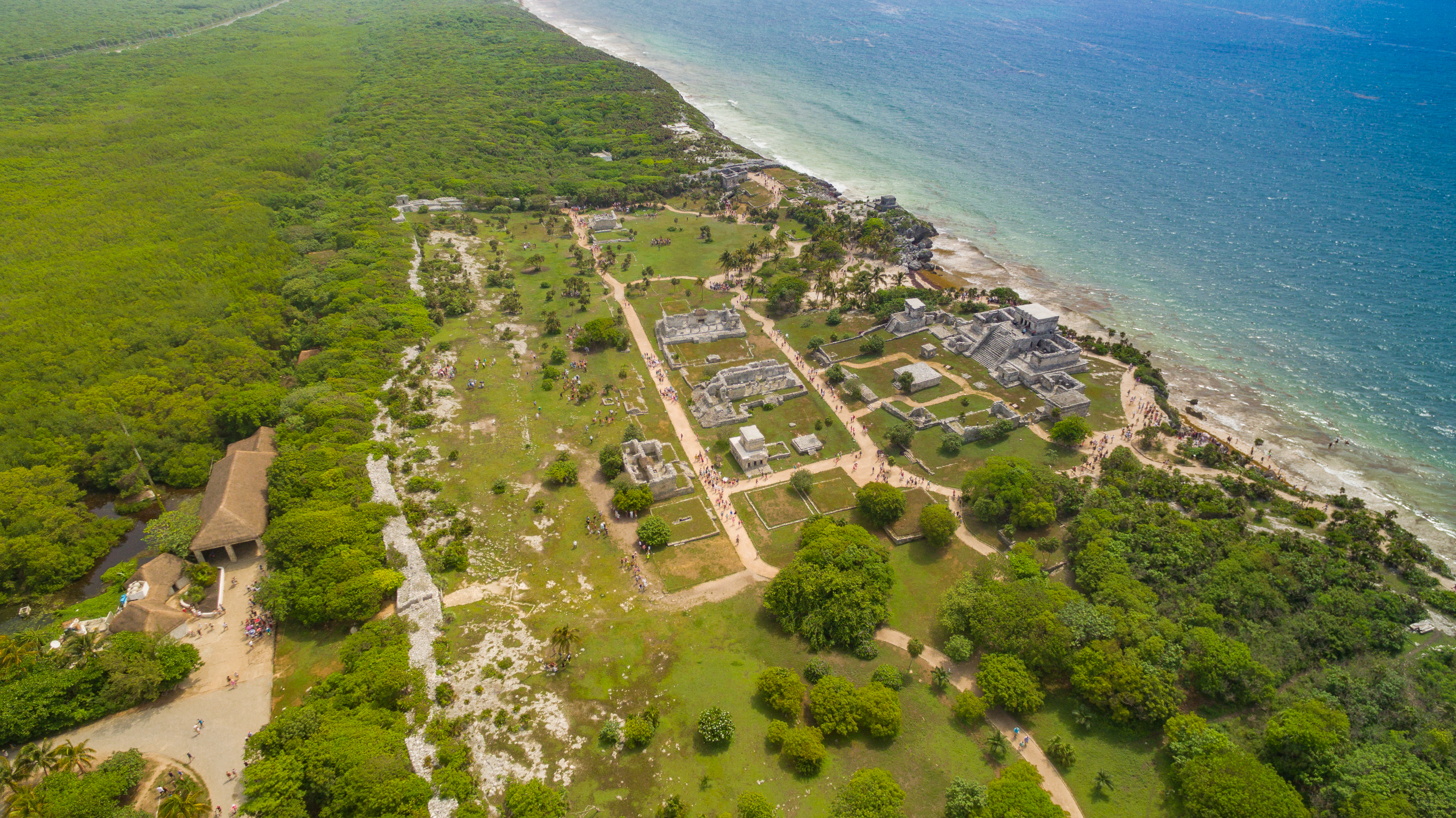
Vista aérea das ruínas
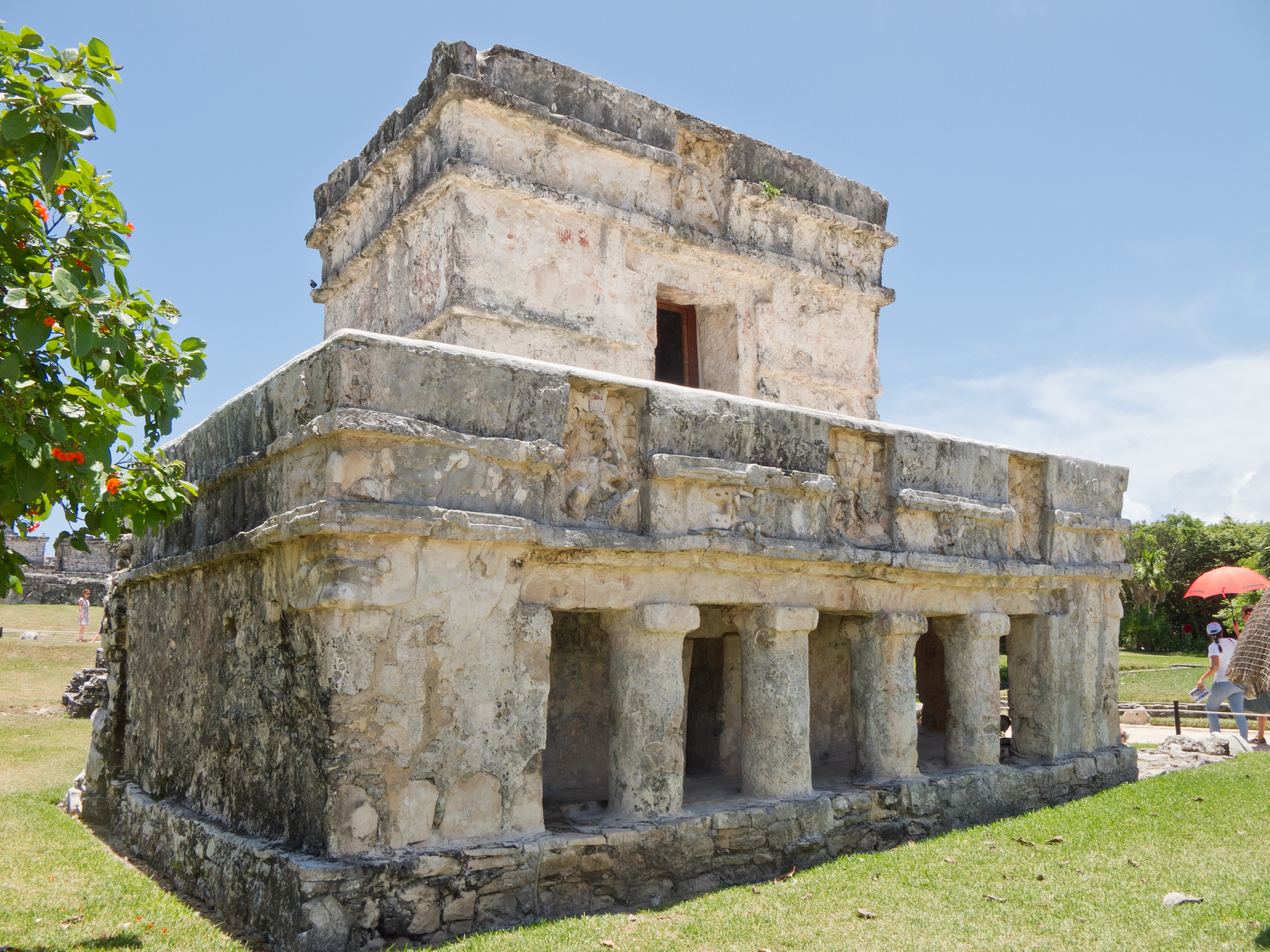
Templo dos Frescos
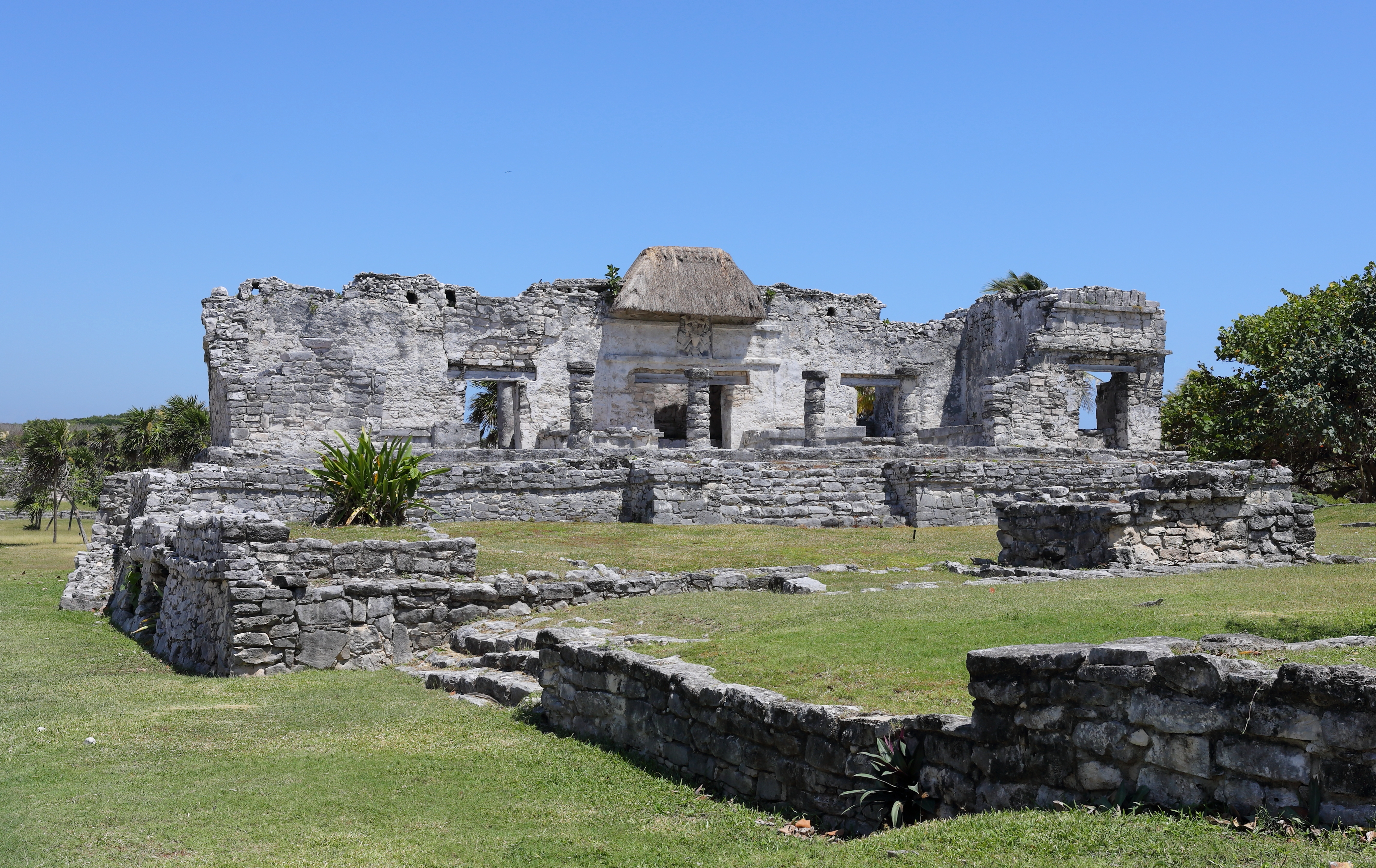
Templo do deus descendente
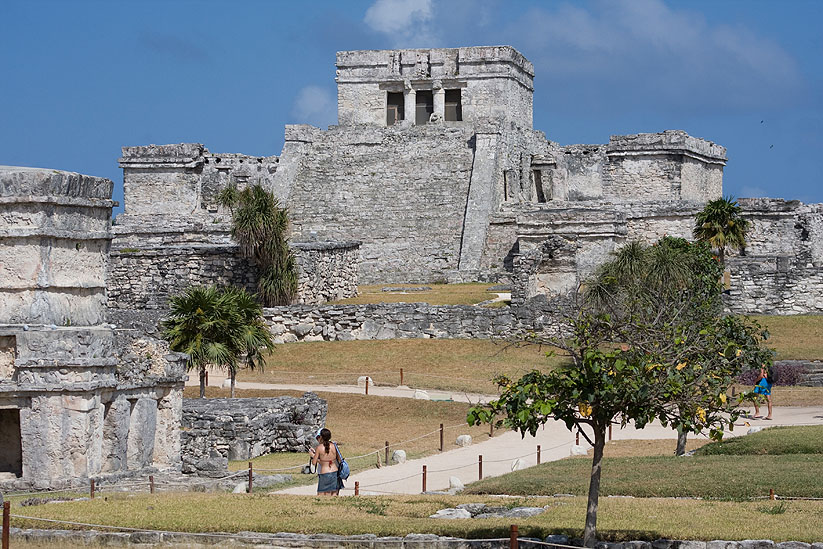
El Castillo
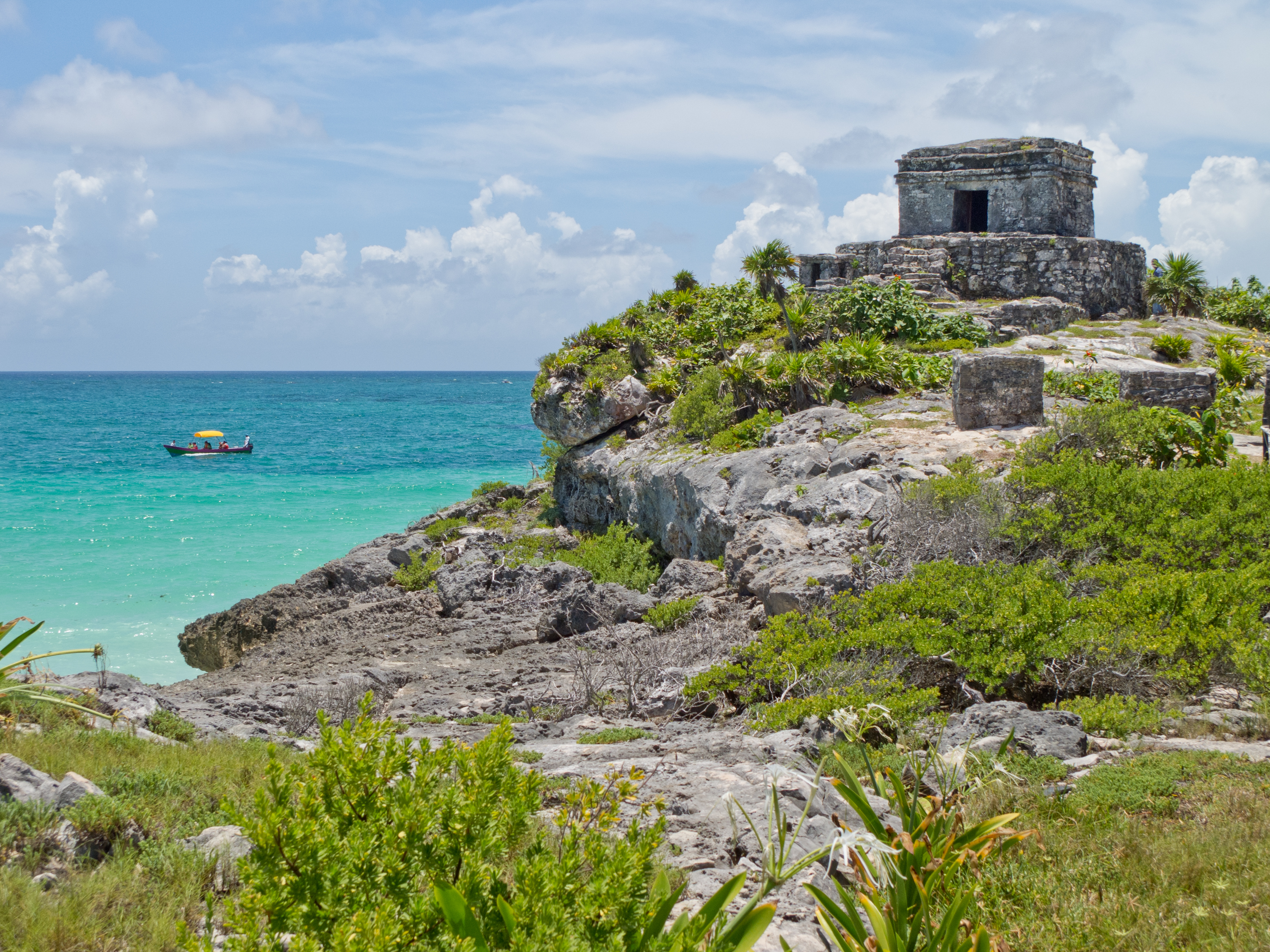
Templo do Deus do Vento visto de norte

## Comércio
Em Tulum convergiam rotas terrestres e marítimas. Vários artefactos encontrados no sítio ou nas suas proximidades evidenciam contactos com diversas áreas do México Central e da América Central. Foram encontrados artefactos de cobre provemientes das terras altas mexicanas perto do sítio, bem como artefactos de sílex, ouro, cerâmica e incensários de todo o Iucatão. Os bens trazidos pelos mercadores para Tulum por mar incluíam sal e têxteis, que depois eram seguiam para vários locais no interior. Entre as principais exportações contavam-se plumas e objetos de cobre produzidos no interior. Estas mercadorias eram transportadas por mar e por rios como o Motagua, Usumacinta e La Pasión, o que permitia que as canoas usadas no mar também tivessem acesso às terras baixas e altas do interior.[carece de fontes?]
O rio Motagua nasce nas montanhas da Guatemala e desagua no mar das Caraíbas. O rio Usumacinta, formado pela confluência do Salinas (também chamado Chixoy na Guatemala) e do La Pasión, também nasce nas terras altas da Guatemala e desagua no golfo do México. É possível que tenha sido uma das canoas envolvidas no comércio maia que Cristóvão Colombo encontrou ao largo das Ilhas da Baía das Honduras. Aparentemente entre as mercadorias mais valiosas encontradas naquelas paragens eram jade e obsidiana. Pensa-se que a obsidiana que passava por Tulum era proveniente do vulcão Ixtepeque, no sul da Guatemala, que dista aproximadamente 700 km de Tulum. Esta grande distância e a quantidade de obsidiana encontrada no sítio mostram que a cidade era um importante centro de comércio daquele material.

## Turismo

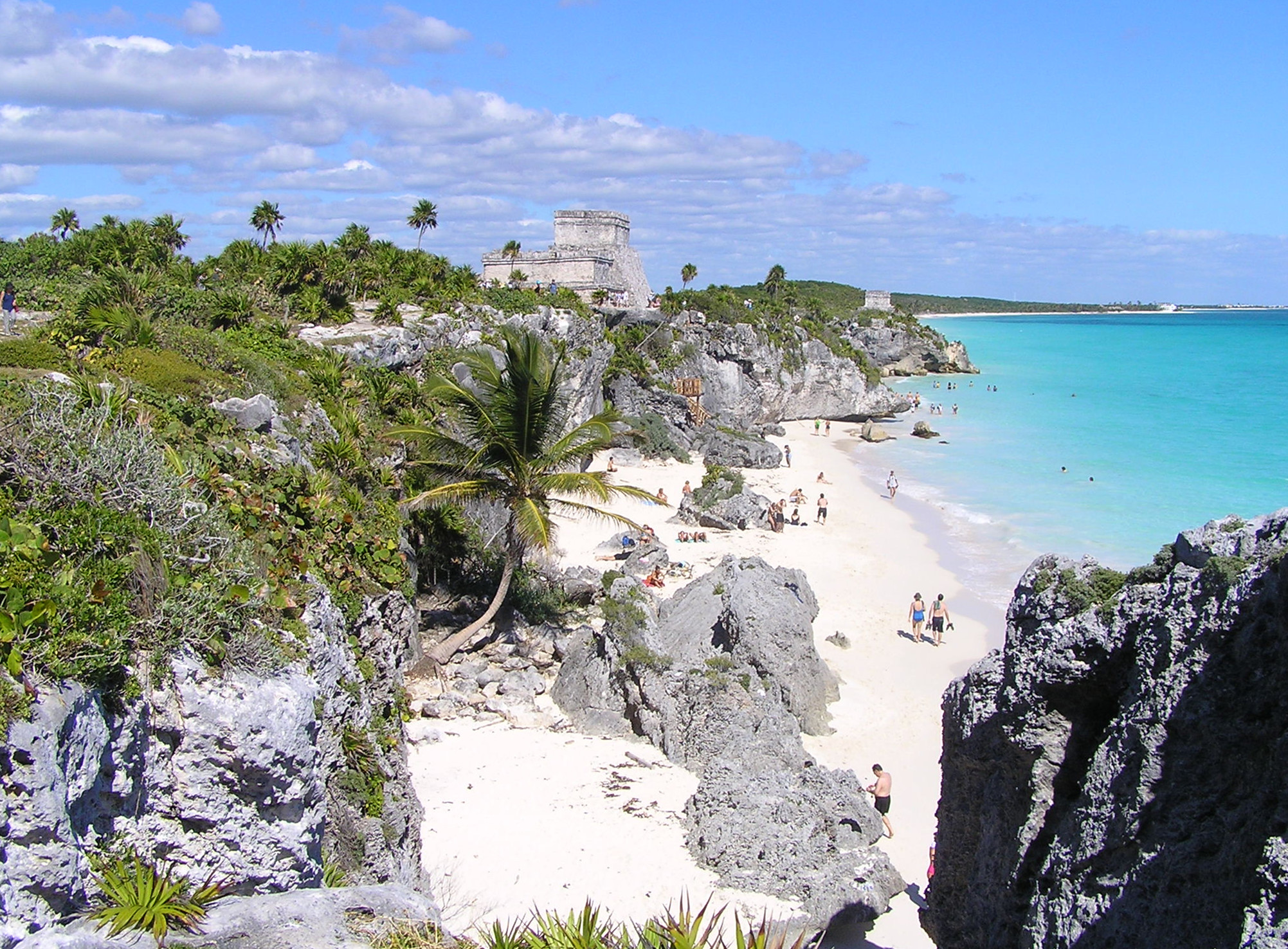
Praia na parte sul das ruínas

O sítio arqueológico de Tulum é relativamente compacto comparativamente com muitos outros sítios maias das redondezas e um dos sítios costeiros maias melhor preservados. A sua proximidade de empreendimentos turísticos modernos ao longo da costa caribenha mexicana — situa-se na Riviera Maya e a 130 km de Cancún — tornou-o uma atração turística popular do Iucatão. Todos os dias passam autocarros turísticos que levam uma fluxo constante de visitantes a Tulum.[carece de fontes?] As ruínas são o terceiro sítio arqueológico mais visitado do México, depois de Teotihuacan e de Chichén Itzá, tendo recebido pouco menos de 2,2 milhões de visitantes em 2018.
Na área de Tulum há vários cenotes, como o Maya Blue, Naharon, Tortuga, Vacaha, Grand Cenote, Abejas, Nohoch Kiin e Carwash. Além do sítio arqueológico, há três áreas de interesse turístico: a cidade moderna (pueblo), a zona hoteleira e a reserva da biosfera de Sian Ka'an.[carece de fontes?]

## Parque nacional
A zona arqueológica de Tulum siitua-se dentro do parque nacional homónimo, criado em 1981. O Parque Nacional Tulum estende-se ao longo da zona costeira que vai deste o norte da cidade moderna até à zona chamada Casa Cenote, sendo limitado a oeste pela Estrada Federal 307. É a única área natural protegida terrestre na faixa costeira entre Cancún e Tulum e ocupa 664 hectares, onde vivem diversas espécies de flora e fauna características da região, nomeadamente das tartarugas Caretta caretta e Dermatemys mawii  (da família Dermatemydidae) . Por lei, a área do parque destina-se à conservação de recursos naturais, recreio e turismo de baixo impacto.

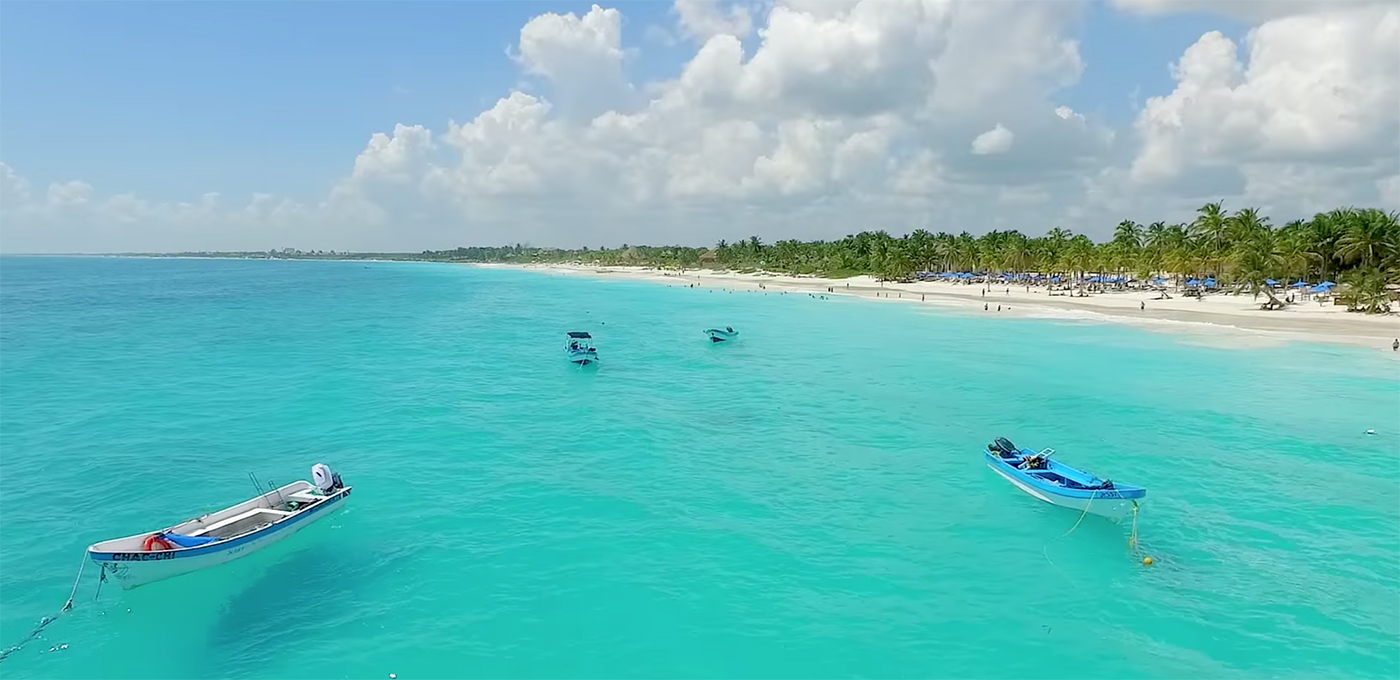
Uma das praias de Tulum

Apesar da área não ser muito grande, apresenta uma grande variedade de habitats, como manguezal, praias e cenotes, onde se encontram algumas espécies ameaçadas, algumas delas endémicas. Devido à variedade de tipos de solo, a vegetação do parque é variada, predominando a selva nas terras mais altas e ecossistemas húmidos, que nas áreas menos próximas do mar constituem manchas no meio da selva. Entre as espécies presentes nos manguezais incluem-se o Conocarpus erectus, Laguncularia racemosa (mangue-branco), sereíba (Avicennia germinans) e Rhizophora mangle (mangue-vermelho). Entre as zonas húmidas e as selvas do interior cresce vegetação de transição, que apresenta espécies de ambos os tipos de flora. Há praias de areia e enseadas rochosas. Na zona arqueológica há um alcantilado rochoso quase vertical com nobe metros de altura, ao fundo do qual há uma praia rochosa estreita, que se estende algumas dezenas de metros para sul, onde a faixa arenosa se alarga.
Uma das principais causas dos danos ambientais registados na área do parque é a construção de estradas e caminhos, nomeadamente por facilitarem a exploração de recursos naturais como a obtenção de materias para construção de casas e móveis e a caça. Até há pouco tempo, os troncos de árvores como a Thrinax radiata, Ceiba e Manilkara zapota (sapotizeiro) eram intensivamente usados na construção civil. A caça afetava (e não se sabe ao certo se não continua a afetar) mamíferos de maior dimensão como o Odocoileus virginianus (cariacu ou veado-de-cauda-branca), Mazama americana (veado-mateiro), Tayassu tajacu (caititu ou porco-do-mato) e Tayassu pecari (queixada), entre outros. É provável que predadores mais pequenos como Leopardus pardalis (ocelote), Leopardus wiedii (gato-maracajá), Herpailurus yagouaroundi (jaguarundi), Eira barbara (irara) e Bassariscus sumichrasti também tenham sido afetados.